# Claude Buffier
Claude Buffier, né en Pologne le 25 mai 1661 et mort à Paris le 17 mai 1737, est un philosophe français, membre de la Compagnie de Jésus, représentant de la philosophie du sens commun. Auteur de nombreux ouvrages sur l'histoire, la grammaire et la religion, il a eu une influence importante sur Thomas Reid et l'école écossaise du sens commun.

## Biographie
Né en Pologne de parents français, il est élevé à Rouen, où sa famille se fixe après son retour en France. Il entre dans l'ordre des jésuites à l'âge de 19 ans et enseigne au collège de Rouen, qu'il quitte à la suite de démêlés théologiques avec l'archevêque Colbert. Il fait alors un voyage à Rome et vient s'établir à Paris, où il est associé à la rédaction du Journal de Trévoux et devient professeur de belles-lettres, d'histoire, de géographie et de théologie au collège Louis-le-Grand auquel il demeure attaché tout le reste de sa vie.
Son ouvrage le plus connu, le Traité des premières vérités, le rapproche de Descartes et à la fois l'y oppose. Les vérités premières sont celles que perçoit le sens commun, mais elles appartiennent à la nature et non au sujet qui les pense. La philosophie qui se dégage de son traité, qui est traduit en anglais en 1780, anticipe celle de Thomas Reid et de l'école écossaise.
Tout en lui reprochant son manque de rigueur et sa complaisance à trop parler de lui-même dans ses préfaces, les contemporains de Buffier ont distingué, parmi ses autres écrits, sa Pratique de la mémoire artificielle, inspirée du système mnémotechnique de Claude Lancelot, sa Grammaire française, qui fut lue dans les réunions de l'Académie française avant sa publication, ainsi que ses Cours de sciences, dont les rédacteurs de l'Encyclopédie s'emparèrent de pages entières sans nommer l'auteur. Voltaire a dit de lui :

« Sa Mémoire artificielle est d’un grand secours pour ceux qui veulent avoir les principaux faits de l’histoire toujours présents à l’esprit. Il a fait servir les vers (je ne dis pas la poésie) à leur premier usage, qui était d’imprimer dans la mémoire des hommes les événements dont on voulait garder le souvenir. Il y a dans ses traités de métaphysique des morceaux que Locke n’aurait pas désavoués, et c’est le seul jésuite qui ait mis une philosophie raisonnable dans ses ouvrages. »

Duclos a dit : « Lorsque je lus la grammaire du P. Buffier, j’ignorois qu'il fût Normand ; je m’en aperçus dès la première page à l’accentuation. »

## Choix de publications

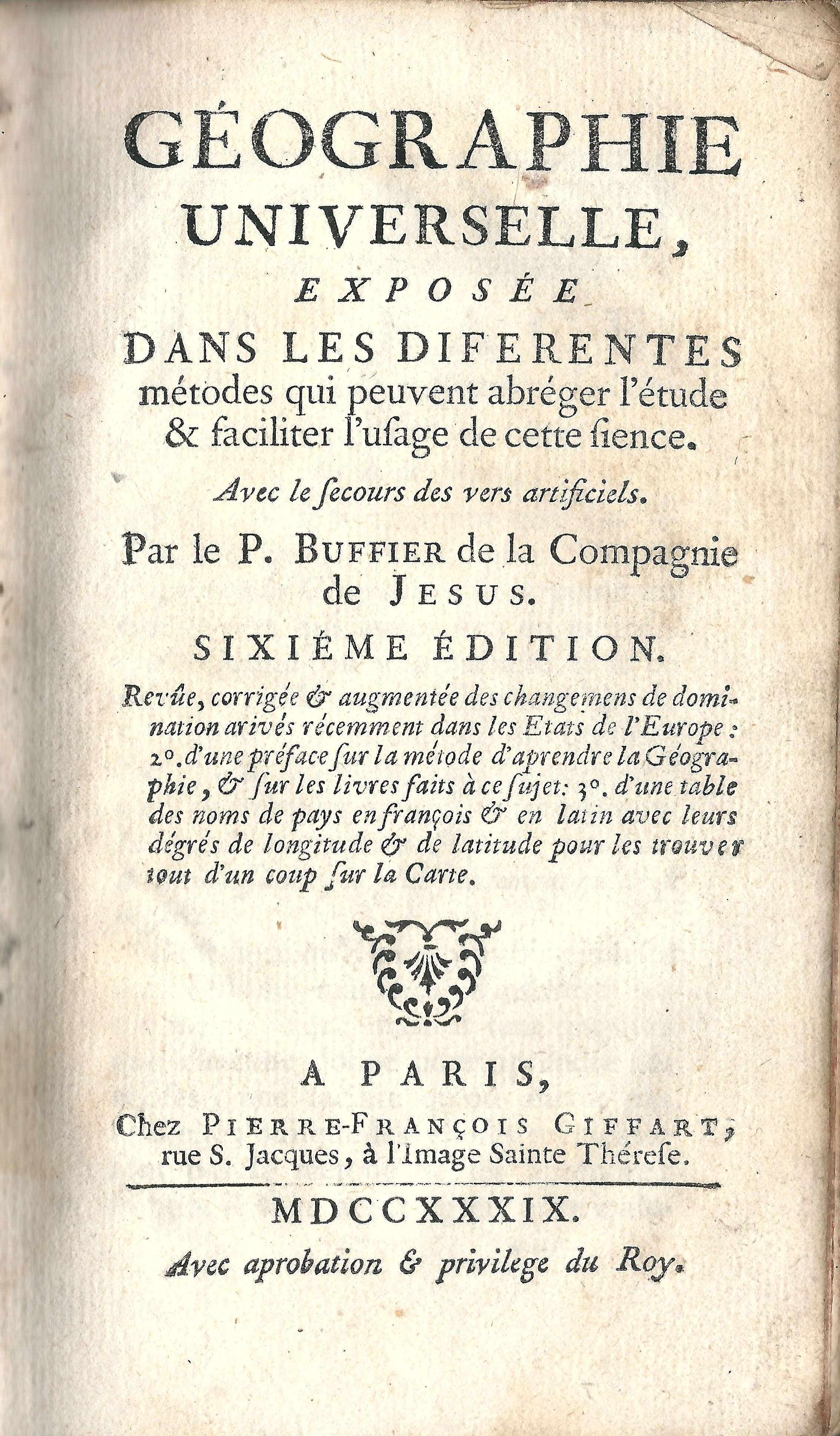
Géographie Universelle : Exposée dans les diférentes Métodes qui peuvent abréger l'étude & faciliter l'usage de cette science. Avec les secours des vers artificiels, Paris : Pierre-François Giffart, 1739.

- La Vie de l'ermite de Compiègne, décédé le 18 septembre 1691, 1692.
- La Vie de M. l'abbé du Val-Richer, restaurateur de la discipline de ce monastère, 1696.
- Histoire de l'origine du royaume de Sicile et de Naples, contenant les aventures et les conquêtes des princes normands qui l'ont établi, 1701.
- La Pratique des devoirs des curés, composée en italien par le P. Paul Segnery, traduite en français par le P. Buffier, 1702.
- Abrégé de l'histoire d'Espagne, par demandes et par réponses, 1704.
- Examen des préjugés vulgaires, pour disposer l'esprit à juger sainement de tout, 1704.
- Pratique de la mémoire artificielle pour apprendre et pour retenir aisément la chronologie et l'histoire universelle, 2 vol., 1705-1706.
- La Vie du comte Louis de Sales, frère de S. François de Sales, modèle de piété dans l'état séculier, comme S. François de Sales l'a été dans l'état ecclésiastique, 1708.
- Grammaire française sur un plan nouveau, avec un Traité de la prononciation des e et un Abrégé des règles de la poésie française, 1709.
- Suite et troisième tome de la Pratique de la mémoire artificielle pour apprendre l'histoire, contenant : 1. la Géographie en vers artificiels, 2. la Pratique des mots artificiels pour retenir les révolutions des royaumes de l'Europe, 3. les Fastes du monde pour l'histoire de ce temps, 1711.
- Les Principes du raisonnement exposés en deux logiques nouvelles, avec des remarques sur les logiques qui ont eu le plus de réputation de notre temps, 1714.

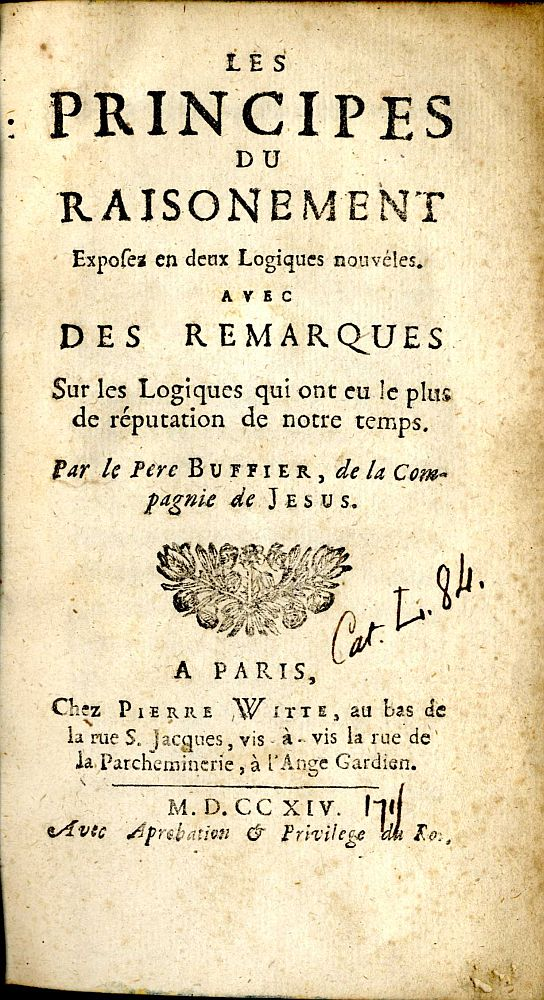
Les principes du raisonnement avec des remarques sur les Logiques qui ont eu le plus de réputation de notre temps. 1714. Père Buffier. Chez Pierre Witte.

- Histoire chronologique du dernier siècle, où l'on trouvera des dates de tout ce qui s'est fait de plus considérable dans les quatre parties du monde depuis l'an 1600 jusqu'à présent, 1715.

- Élémens de métaphisique, à la portée de tout le monde, A Paris, chez Pierre François Giffart, rue St. Jacques, à l’image de Ste. Thérèse. Et chez la Veuve Monge rue St. Jaques vis-à-vis du Collège du Plessis, 1725 (imp. à Évreux). 1ere éd.
- Géographie en vers artificiels, exposée dans les différentes méthodes qui peuvent abréger l'étude de cette science, & en faciliter l'usage, 1715.
- Homère en arbitrage, 1715.
- Tableau chronologique de l'histoire universelle gravé en forme de jeu, avec l'exposition des règles de ce jeu et des faits historiques dont il est composé, 1717.
- Introduction à l'Histoire des maisons souveraines de l'Europe, 3 vol., 1717.
- Sentiments chrétiens sur les principales vérités de la religion, exposés en proses, en vers et en estampes, 1718.
- Vérités consolantes du christianisme pour tous les jours du mois, 1718.
- Histoire du Nouveau Testament, avec de courtes réflexions, 1719.
- Traité des premières vérités et de la source de nos jugements, où l'on examine le sentiment des philosophes de ce temps sur les premières notions des choses, 1724.
- Nouveaux éléments d'histoire et de geographie à l'usage des pensionnaires du collège de Louis le Grand, 1726.
- Traité de la société civile et du moyen de se rendre heureux, en contribuant au bonheur des personnes avec qui l'on vit, avec des observations sur divers ouvrages renommés de morale, 1726.
- Suite de la Grammaire française sur un plan nouveau, ou Traité philosophique et pratique d'éloquence, contenant des exemples de chaque sorte de pièces d'éloquence, suivis de réflexions critiques, avec une notice des auteurs les plus renommés qui en ont traité, 2, 1728.
- Exercices de la piété chrétienne pour retourner à Dieu, et lui demeurer fidèlement attaché, 1724.
- Exposition des preuves les plus sensibles de la véritable religion, 1732.
- Cours de sciences sur des principes nouveaux et simples, pour former le langage, l'esprit et le cœur, dans l'usage ordinaire de la vie, 1732.

## Éditions
- Traité des premières vérités, édition, présentation et notes par L. Rouquayrol, Paris, Vrin, Collection « Textes cartésiens en langue française », 2020.

## Source
- Philippe Le Bas, L'Univers. Histoire et description de tous les peuples. Dictionnaire encyclopédique de la France, Firmin Didot, Paris, t. 3, 1842, p. 459-460.